# Etlingera maingayi
Etlingera maingayi är en enhjärtbladig växtart som först beskrevs av John Gilbert Baker, och fick sitt nu gällande namn av Rosemary Margaret Smith. Etlingera maingayi ingår i släktet Etlingera och familjen Zingiberaceae. Inga underarter finns listade i Catalogue of Life.

## Bildgalleri

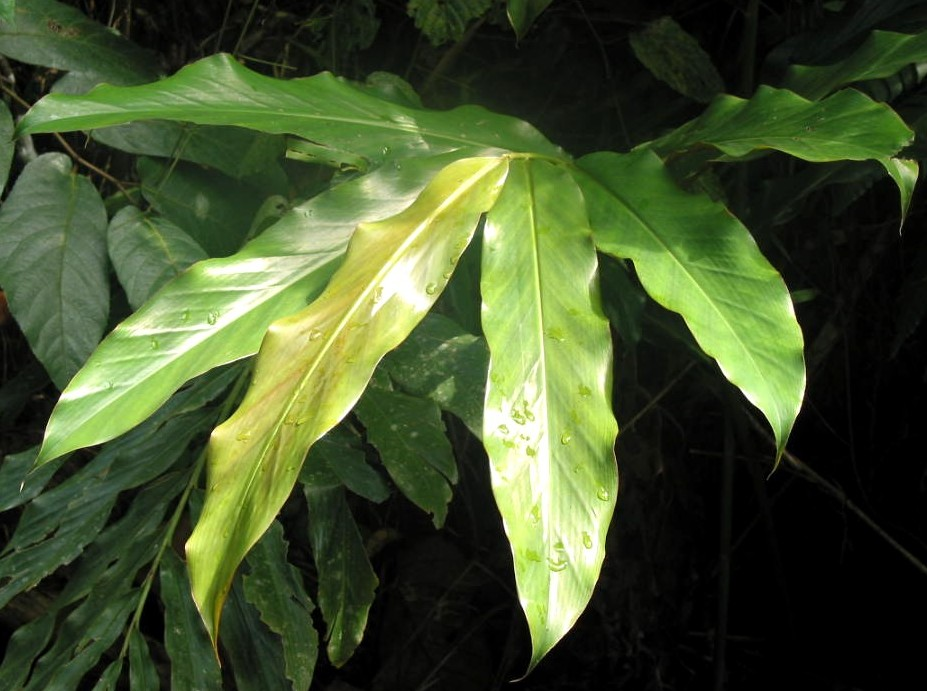